# Panameriungulats
Els panameriungulats (Panameriungulata) són un ordre de mamífers laurasiateris proposat per classificar-hi diversos clades extints: els didolodòntids, els litopterns i els mioclènids. Fou erigit sobre la base de les semblances dentals d'aquests grups. Hi ha científics que també han plantejat incloure-hi els notoungulats i els piroteris. El seu registre fòssil es remunta a fa 66 milions d'anys, just després de l'extinció del Cretaci-Terciari, però es limita a Sud-amèrica i l'Antàrtida. L'ús d'aquest ordre dista molt d'assolir el consens i, de fet, des de mitjans de la dècada del 2010 hi ha hagut diversos estudis de filogènia molecular i morfològica que situen els litopterns i els notoungulats com a parents propers dels perissodàctils (cavalls, rinoceronts i tapirs).